# Edith Austin
Pour les articles homonymes, voir Austin.
Ne pas confondre avec Joan Austin et Tracy Austin, également joueuses de tennis.
Edith Austin épouse Greville, née le 15 décembre 1867 et morte le 27 juillet 1953, est une joueuse de tennis britannique de la fin du XIXe siècle. 
En 1894, elle a atteint la finale (« all comers' final ») du simple dames au tournoi de Wimbledon qui la voit s'incliner contre Blanche Bingley.

## Palmarès (partiel)

### Finale en simple dames
| No | Date       | Nom et lieu du tournoi       | Catégorie | Surface      | Vainqueure      | Score    |  |
| -- | ---------- | ---------------------------- | --------- | ------------ | --------------- | -------- |  |
| 1  | 09/07/1894 | The Championships, Wimbledon | G. Chelem | Gazon (ext.) | Blanche Bingley | 6-1, 6-1 |  |

## Parcours en Grand Chelem (partiel)
Si l’expression « Grand Chelem » désigne classiquement les quatre tournois les plus importants de l’histoire du tennis, elle n'est utilisée pour la première fois qu'en 1933, et n'acquiert la plénitude de son sens que peu à peu à partir des années 1950.

### En simple dames
| Année | - | - | - | - | Wimbledon | Wimbledon       | US National | US National |
| 1894  | - | - | - | - | Finale    | Blanche Bingley | -           | -           |

À droite du résultat, l’ultime adversaire.